# Фобос-грунт
Фобос-грунт е руска сонда до Фобос, един от спътниците на Марс. Мисията има за цел събиране на материал от Фобос и връщането му на Земята. Това е първата междупланетарна мисия на Русия след провалилата се мисия Марс 96. Китайският орбитален апарат Ингхуо-1 е изпратен заедно с Фобос-грунт. Сондата е изстреляна на 9 ноември 2011 година, но горната степен не се активира и сондата остава в ниска околоземна орбита и на 15 януари 2012 година изгаря в атмосферата над Тихия океан около 1250 km западно от чилийския остров Уелингтън.

## Преглед
Фобос-грунт е безпилотен космически апарат (тип спускаем модул), който по план трябва да изучава естествения спътник Фобос и да върне проба от почвата му на Земята. Името на сондата е съставено от двете основни характеристики на мисията: „грунт“ в този контекст означава почва (проба от която ще бъде върната на Земята) и „Фобос“, което идва от дестинацията на мисията. Космическият апарат трябва да изучава и самия Марс, включително неговата атмосфера и пясъчните бури, плазмата и радиацията на планетата. Изстрелян е през ноември 2011 г. с ракета-носител Зенит с горна степен Фрегат. Завръщането на сондата на Земята е планирано за август 2014 г.
Център за управление на полетите е (радиотелескоп РТ-70) близо до Евпатория, Украйна.

## Изстрелване
Първоначално изстрелването е насрочено за октомври 2009 г. През същата година ръководството на мисията признава, че срокът е много трудно изпълним, но се надява до последния момент да бъде спазен. На 21 септември е обявено, че изстрелването се премества за следващия прозорец за изстрелване през 2011 г. Фобос-грунт е изстрелян на 9 ноември 2011 година, но остава в ниска околоземна орбита, тъй като апаратът не стартира двигателя си за инжектиране в трансмарсианска траектория.

## Цели на мисията
- Вземане на проби от почвата на Фобос и връщането им на Земята за проучване.
- Наблюдения на Фобос на място и от разстояние.
- Наблюдение на атмосферата на Марс, включително и на пясъчните бури.
- Проучвания на околностите около планетата, включително радиацията и плазмата около Марс.
- Изучаване на произхода на марсианските спътници и връзката им с планетата.
- Изучаване на ролята изиграна от астероидните сблъсъци във формирането на земеподобните планети.
- Търсене на следи от предишен или настоящ живот на Марс (Биологична сигнатура).[9]
- Изпращане на отбрани екстремофилни микроорганизми на тригодишно междупланетно пътешествие в малка запечатена капсула (Експеримент LIFE).

## Описание на мисията
Пътуването до Марс се очаква да продължи около 10 месеца. След това космическият апарат трябва да прекара няколко месеца в изучаване на Марс и спътниците му от орбита, преди да се приземи на Фобос. Планът е апаратът да бъде в орбита около Марс през октомври 2012 г. и да се спусне на Фобос през февруари 2013 г.
Събирането на почвената проба трябвало да започне веднага след приземяването и да продължи от 2 до 7 дни. Съществува автоматичен режим, който в случай на прекъсване на връзката с апарата автоматично ще задейства ракета, която ще върне пробата на Земята. Пробата може да бъде с големина до 1,3 cm в диаметър и трябвало да бъде събрана с роботизирана ръка. На края на ръката има тръба, която завършва с щипка. Инструментът съдържа бутало, което трябва да избута пробата в цилиндричен контейнер. Светлочувствителен фотодиод трябва да потвърди дали събирането на материала е успешно и да позволи визуално проучване на района, в който се копае. Инструментът за събиране на проби би трябвало да направи от 15 до 20 изкопа и да събере общо 85 до 160 g почва.
Ракетата за завръщане е позиционирана на върха на спускаемия апарат. Ще се наложи да ускори до 35 km/h, за да избяга от гравитацията на Фобос. За да се избегне повреждане на оставащите експерименти и научни инструменти на спускаемия апарат, ракетата само леко ще възпламени своя двигател, докато се отдалечи от спускаемия модул. Тогава тя ще започне маневри за пътешествие до Земята, на която трябва да пристигне през август 2014 г.
След отлитането на ракетата, спускаемият апарат ще продължи оставащите експерименти на повърхността на Фобос за период от една година. За да съхрани енергия, контролът по полета ще включва и изключва инструментите в точна последователност. Роботизираната ръка ще събере още проби, които ще постави в камера и те ще бъдат загрети, за да се изследва спектъра им. Анализът може да потвърди наличие на лесно изпарими субстанции, като вода например.
Площадката за кацане е избрана в регион с координати 5°S to 5°N, 230° to 235°W.

## Научни инструменти
- Телевизионна система за навигация и управление[13]
- Гама-лъчев спектрометър[14]
- Неутронен спектрометър[14]
- Алфа-лъчев спектрометър[14]
- Масспектрометър[14]
- Сеизмограф[14]
- Дълговълнов радар[14]
- Визуален и инфрачервен спектрометър[14]
- Канископ[14]
- Йонен спектрометър[14]
- Оптичен слънчев сензор[15]
- апарат Люлин-Фобос, измерващ нивата на радиация, разработен от Българската академия на науките [16]

## Партньори
Китайската сонда Ингхуо-1 ще бъде изстреляна заедно с Фобос-грунт. В края на 2012 г., след 10-месечно пътешествие, сондата ще се отдели от руския апарат и ще навлезе в екваториална орбита (800 x 80 000 km) с инклинация 5°. Там трябва да престои една година. Ингхуо-1 трябва да изучава основно марсианската околна среда. Изследователите ще използват фотографии, за да изучават магнитното поле на Марс и взаимодействието му с йоносферата, частиците му и слънчевия вятър.
Втори китайски научен товар трябва да бъде прикрепен към спускаемия апарат. Инструментът е разработен от Хонк Конгския политехнически университет.
Друг научен товар е този на Планетарното общество и е кръстен LIFE. Той представлява изпращането на 10 вида микроорганизми и естествена почвена колония от микроби на тригодишно пътешествие. Резултатите ще засилят дебата за това дали микроорганизмите носени от метеорити могат да разпръснат живот в Слънчевата система.
Планира се към мисията да бъдат включени и двете сонди МетНет на Финландския метеорологичен институт. Поради забавяне в разработката им, те не са готови за изстрелването през 2009 година. Тъй като Фобос-грунт също е забавен, се очаква те да бъдат готови за ноември 2011 г.
Към мисията се присъединява и Българската академия на науките, със създадения от Института за космически и слънчево-земни изследвания апарат Люлин-Фобос, който ще изследва радиационните дози по пътя към Марс, също и на самата планета и на нейния спътник Фобос.

## Разработка
Фобос-грунт се разработва основно от НПО Лавочкин. Мисията за събиране на почва и връщането ѝ се разработва от Вернадския институт по геохимия и аналитична химия към РАН. Другите научни изследвания върху Марс и Фобос са разработвани от Института за космически изследвания към Руската академия на науките (РАН).
Разработката на апарата започва през 2001 г. и първоначалната конструкция е завършена през 2004 г. Цената му е 1,5 млрд. рубли (около 64,4 млн. щатски долара). Точният размер на финансирането на проекта в периода 2009 – 2012 г. е 2,4 млрд. рубли. Ако бъде успешна, тази мисия може да прокара пътя на много нови руски космически апарати, включително и на сонди до спътниците на Юпитер, Сатурн и Уран и мисии за връщане на проби от астероиди и комети.
Сондата ще бъде задвижвана с помощта на икономичен електрореактивен двигател, който лесно може да сменя силата на тягата по време на полета.

## Изстрелване и излизане в орбита
Фобос-грунт е изстрелян от космодрума Байконур на 9 ноември 2011 г. След излитането в околоземна орбита е изгубен контролът върху него.. Според специалистите, ръководещи мисията, има шанс за спасение на апарата, ако бъдат използвани „команди за непосредствено изпълнение“, които да бъдат директно зададени на компютърните системи. Срокът това да се случи е ограничен до 21 ноември 2011 г., когато се затваря астрономическият прозорец за достигане до спътника Фобос.
На 23 ноември 2011 г. Европейската космическа агенция обявява, че от наземна станция в Пърт, Австралия е уловен сигнал от Фобос-грунт, след като в продължение на 2 седмици не имало никакъв контакт. Проследяващата станция засича сигнала от Фобос-грунт към 20:25 GMT на 22 ноември. Рене Пишел – постоянен представител на ЕКА в Москва, обявява пред медиите, че от апарата не са получени никакви смислени телеметрични данни, а само е осъществен радиосигнал. Ако Русия не може да възстанови Фобос-грунт и апаратът се поддаде на въздействието на атмосферното притегляне, ще бъде придърпан обратно към Земята с пълното количество горивни вещества, с които е зареден – токсичните хидразин и азотен тетроксид. Представители на програмата смятат, че горивото ще експлодира още в атмосферата на планетата ни и няма да представлява заплаха. Според експерти падането на Фобос-грунт може да се случи между декември 2011 и март 2012 година.
На 15 януари 2012 г. „Фобос-Грунт“ изгаря в атмосферата над Тихия океан, западно от чилийския остров Уелингтън.